# Konstanz
Konstanz (phát âm [kɔnstants], locally /ˈkɔnʃtants/; (tiếng Anh: Constance), (tiếng Latinh: Constantia) là một thành phố đại học, với khoảng chừng 80.000 dân cư, nằm ở đầu phía Tây của hồ Bodensee ở góc Tây Nam nước Đức, có biên giới với Thụy Sĩ. Nó cũng là huyện lỵ của huyện Konstanz

## Địa lý

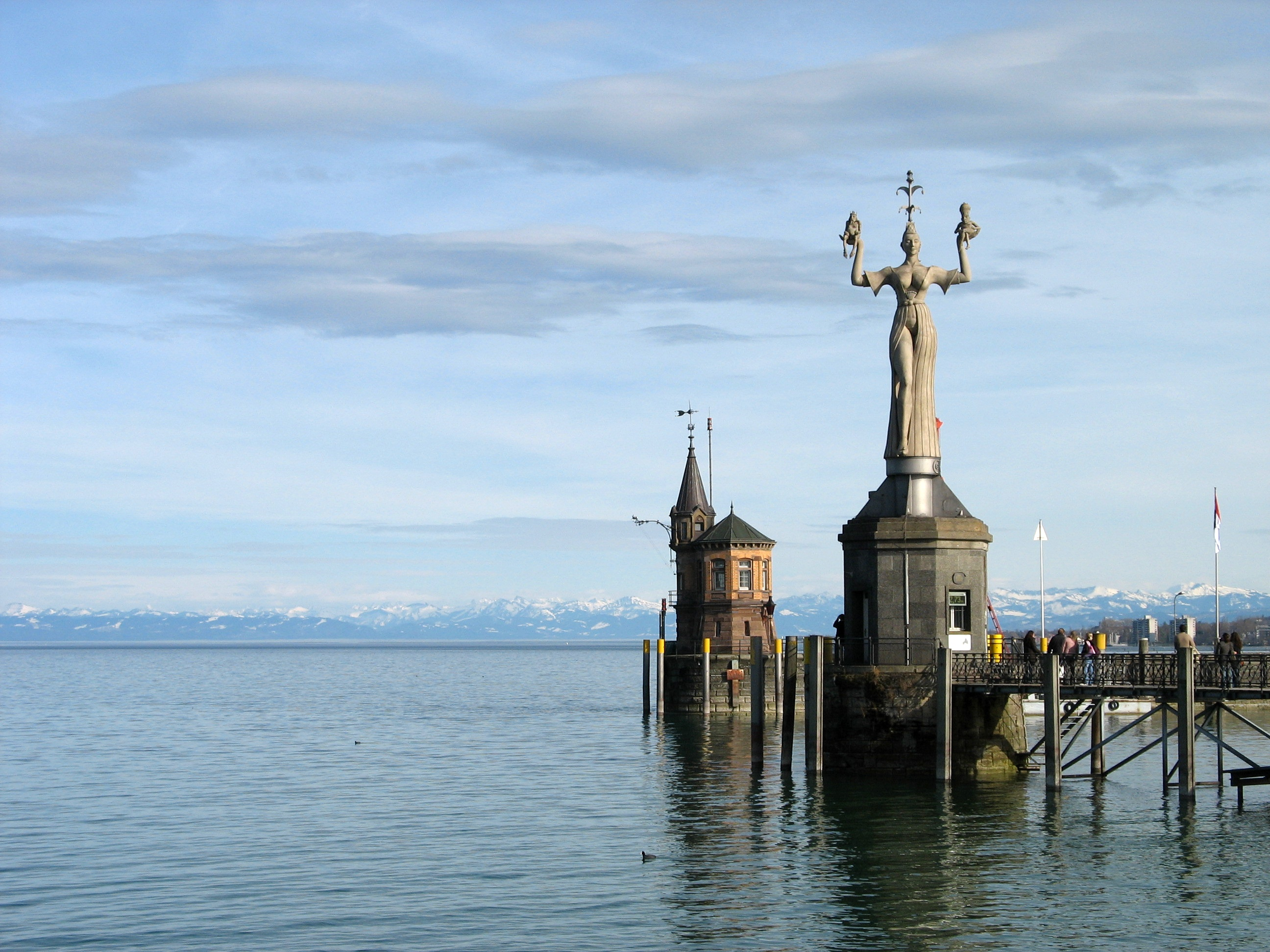
Tượng Imperia tại cổng vào cảng tại Bodensee, đằng sau là dãy núi Alpen

Konstanz nằm ở Bodensee, có biên giới trực tiếp với Thụy Sĩ tại bang Thurgau. Thành phố Thụy Sĩ bên cạnh Kreuzlingen cùng với Konstanz phát triển gắn bó với nhau, đến nỗi ranh giới hai nước nằm giữa hai nhà đơn lẻ hoặc giữa đường sá. Khi thời tiết tốt người ta có thể thấy dãy núi Alpen từ đây.
Konstanz-Kreuzlingen cộng chung lại có khoảng 115.000 dân (2005). Nhiều người dân Konstanz làm việc ở thành phố Thụy Sĩ bên cạnh hay ở những khu vực xung quanh. Ngược lại, người Kreuzlinger lại sang Konstanz đi chợ. Kreuzlingen và Konstanz trong nhiều dịp làm chung với nhau, chẳng hạn như Seenachtfest (đại hội hồ vào đêm Konstanz), hội chợ GEWA, 2 ngày chợ trời, và cùng xây nhà trượt băng. Ngoài ra họ có chung một phần hệ thống xe cộ công cộng và điện lực, khí đốt và ống cống.
Cả thành phố có 34 km bờ hồ và 1,31 km² diện tích hồ. Điểm thấp nhất là 395m (mặt nước), và cao nhất 570 m ở nông trại Rohnhauser thuộc Dettingen.